# Lendoño de Arriba
Lendoño de Arriba (en euskera y oficialmente: Lendoñogoiti)[cita requerida] es un concejo español del municipio de Orduña, perteneciente a la provincia de Vizcaya, en la comunidad autónoma del País Vasco. 

## Geografía
Se sitúa en la falda de la sierra de Salvada. Está situado en un terreno calizo que permite la actividad agraria, ganadera y forestal de la que depende su escasa población.

## Historia
Hacia mediados del siglo XIX, el lugar, ya por entonces perteneciente a Orduña, tenía contabilizada una población de 55 habitantes. Aparece descrito en el décimo volumen del Diccionario geográfico-estadístico-histórico de España y sus posesiones de Ultramar de Pascual Madoz con las siguientes palabras:

LENDOÑO DE ARRIBA: ald. en la prov. de Alava, part. jud. de Amurrio, ayunt. de Orduña (3/4 leg.): sit. en la falda de la sierra Salbada sobre una pequeña colina al S. del otro Lendoño; clima frio y bastante sano: tiene 10 casas, igl. parr. (San Pedro) servida por un beneficiado perpetuo con título de cura, el cual está unido á otro beneficio de media racion en Lendoño de Abajo; hay cementerio y una abundante fuente de buenas aguas. El térm. confina N. Lendoño de Abajo; E. Orduña; S. valle de Losa, y O. Aguinaga: dentro de su circunferencia está el cas. llamado Venta Fria. El terreno es calizo de mediana calidad; le fertiliza un arroyo que naciendo en este térm. se une junto á Saracho al r. Nervion; hay monte poblado de hayas, argomas y espinos. prod. trigo, maiz, patatas, lino y alguna legumbre; cria ganado vacuno, mular y caballar, en corta cantidad; se cazan liebres y perdices, y se pescan anguilas. ind.: un molino harinero. pobl.: 11 vec., 55 alm. riqueza y contr. con Orduña (V.) Esta ald. forma con las de Velandia, Mendeica y Lendoño de Abajo la llamada junta de Ruzabal, en la que deciden asuntos de montes, caminos, y se reune en desp. en el punto llamado Ruzabal.
(Madoz, 1847, p. 130)

En 2022, tenía empadronados diez habitantes.

## Patrimonio
Hay en el lugar una iglesia de San Pedro.